# Ctimene concinna
Ctimene concinna är en fjärilsart som beskrevs av W. Warren 1894. Ctimene concinna ingår i släktet Ctimene och familjen mätare. Inga underarter finns listade i Catalogue of Life.